# Fédération internationale des auberges de jeunesse
La Fédération internationale des auberges de jeunesse (FIAJ), ou anciennement en anglais : International Youth Hostel Federation (IYHF), mieux connue aujourd'hui sous le nom de Hostelling International (HI, qui fait un lien avec le mot « salut » en anglais), est une fédération comprenant 90 associations d'auberges de jeunesse réparties dans 80 pays dans le monde et qui gèrent plus de 4 500 auberges de jeunesse.
Elle est maintenant basée à Welwyn Garden City au Royaume-Uni.

## Historique

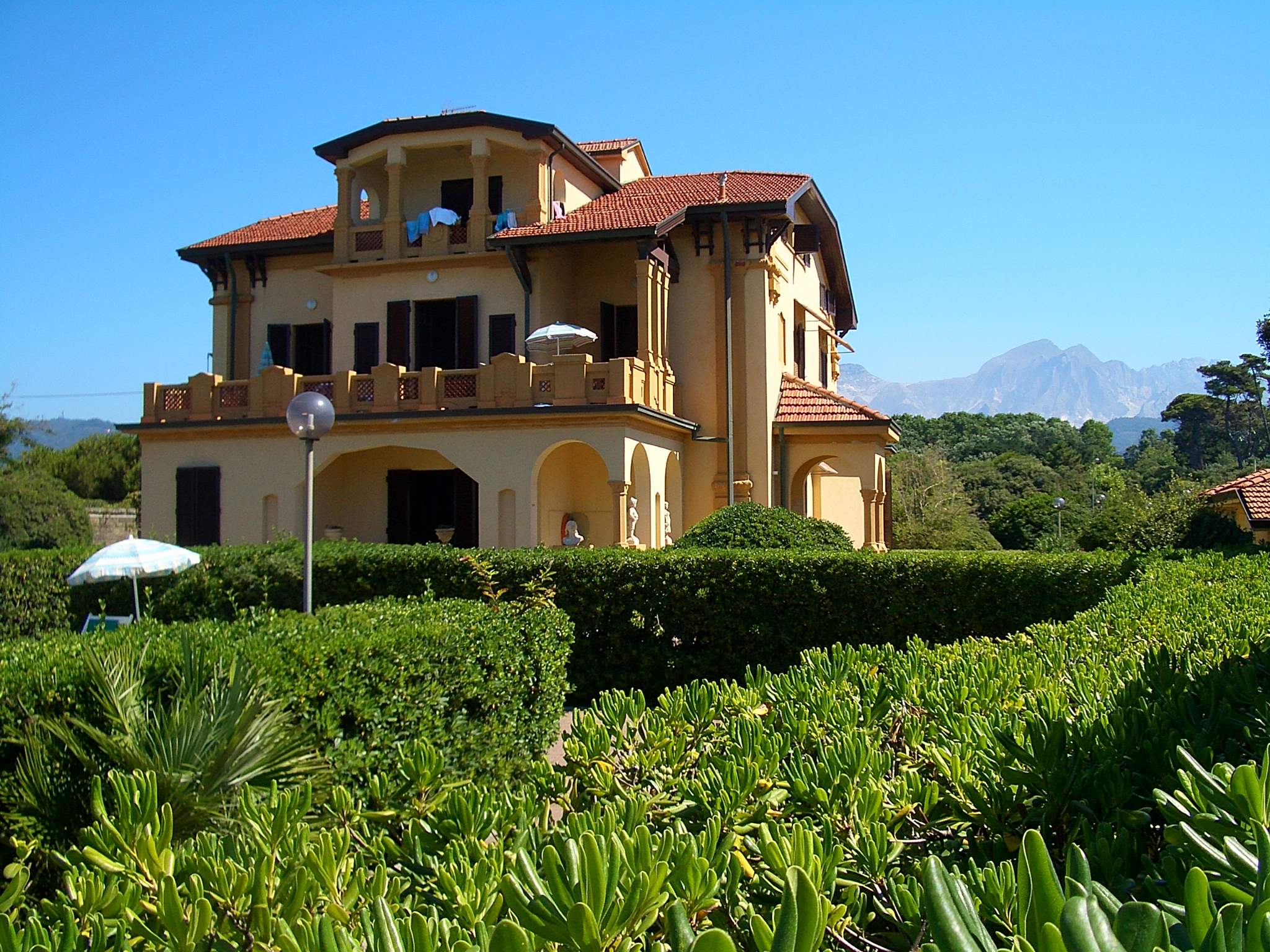
Une auberge de jeunesse en Toscane

Le mouvement des auberges de jeunesse a débuté en 1909 lorsque Richard Schirrmann, un enseignant allemand, et Wilhelm Münker, un acteur de la conservation de la nature, ont constaté que plusieurs groupes scolaires avaient besoin de se loger pour la nuit afin de pouvoir visiter la campagne. Ceci a commencé par l'utilisation d'écoles comme gîte durant les vacances. La première Jugendherberge (« auberge de jeunesse » en allemand) a été ouverte à l'école même de Schirrmann, à Altena, Westphalie. En 1912, elle a été remplacée par une auberge permanente au château d'Altena, qui est toujours ouverte de nos jours.
L'Association des auberges de jeunesse allemande (Zentrale Hauptausschuß für Jugendherbergen) fut fondée par la suite en 1919.
Le mouvement s'est répandu rapidement dans le monde entier. La Fédération internationale des auberges de jeunesse fut fondée à l'initiative de Marc Sangnier, fondateur de la Ligue Française pour les Auberges de Jeunesse (LFAJ), le 20 octobre 1932 à Amsterdam par des représentants des associations de Suisse, Tchécoslovaquie, Allemagne, Pologne, Pays-Bas, Norvège, Danemark, Royaume-Uni, Irlande, France et Belgique. Richard Schirrmann en devient le dirigeant en 1933. Les Nazis le forcent à démissionner en 1936.

## Services
L'organisation offre plusieurs services aux voyageurs et coordonne les organisations nationales. Elle facilite l'accès au travail pour les jeunes et encourage les échanges entre les différentes cultures. 